# Divina Pastora (Barquisimeto)
La Divina Pastora es una advocación mariana de la Iglesia católica. Su imagen tiene su principal centro de veneración en el Santuario de Santa Rosa en la parroquia Santa Rosa de Barquisimeto, Venezuela. Cada 14 de enero se celebra una multitudinaria peregrinación considerada la tercera más grande a nivel mundial, solo superada por la de la Virgen de Guadalupe (México) y la de la Virgen de Fátima (Portugal). La imagen de la Virgen sale del templo y recorre buena parte de la ciudad. 
En 2016 se contabilizaron más de 4 millones de feligreses que asistieron a la peregrinación, en su edición 160.
Aunque la imagen de la Virgen como pastora se remonta por lo menos al siglo X, esta devoción en particular proviene de Sevilla, España. En el año 1700, Fray Isidoro de Sevilla (fraile capuchino) tuvo un sueño en el que se le apareció la Virgen María en un paisaje campestre, rodeada de árboles y ovejas, vestida con una túnica púrpura, una mantilla azul y portando en su mano un cayado pastoril, y a su lado un lobo amenazante escondido entre los arbustos, representando las acechanzas del demonio. Conmovido por la belleza de la imagen, acudió al taller de un famoso pintor, Alonso Miguel de Tovar, perteneciente a la escuela pictórica sevillana, y le pidió que pintara a la imagen que tuvo en su sueño.
Con su atavío de pastora, realzada en un estandarte entre guirnaldas y flores el 8 de septiembre de 1703, la pintura de la imagen salió de la iglesia de San Gil en una procesión que recorrió las calles de Sevilla, acompañada por una nutrida concurrencia que le brindó un rosario cantado. La virgen en su advocación de Pastora recibía por primera vez culto público en un día memorable, pues se daba comienzo a una devoción mariana ligada por su origen a los misioneros capuchinos, quienes se encargarían de propagar la nueva advocación en Europa y América. 
Años más tarde, el escultor Francisco Ruiz Gijón, esculpió la imagen tamaño natural de la Divina Pastora. Y en el año 1705, la imagen fue llevada a su primera procesión en este país europeo.

## Orígenes de la devoción en Venezuela

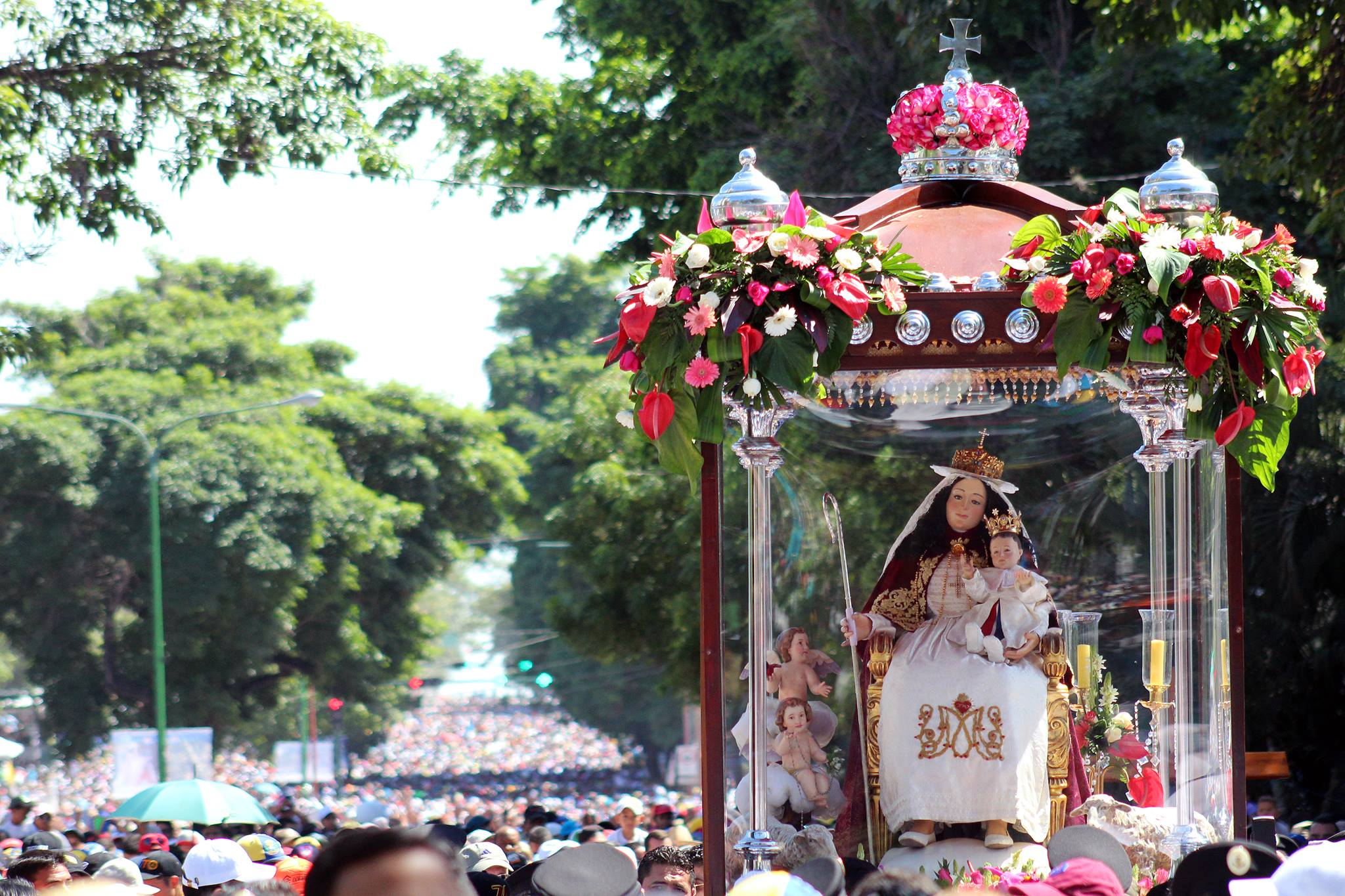
Imagen de la Divina Pastora durante su visita número 160 a Barquisimeto.

Los orígenes de la devoción por esta advocación en Venezuela se ubican en 1706, cuando se extendió a los llanos de Caracas con la llegada de los capuchinos. Aunque no existen registros exactos del año en que comenzó la veneración por la Divina Pastora en el estado Lara, cuentan que hacia el año 1740, el Vicario parroquial de la iglesia de la Inmaculada Concepción -ubicada en el centro de Barquisimeto- quiso incorporar a su iglesia una imagen de la Divina Pastora, ya que había conocido esta advocación en la Catedral Metropolitana de Caracas
Ambos sacerdotes consignaron sus solicitudes en un solo documento a un mismo escultor. Los envíos se hicieron y los cajones contentivos de las imágenes llegaron al mismo tiempo, pero cambiados, es decir, la Divina Pastora llegó a Santa Rosa y la Inmaculada Concepción a la parroquia Concepción (siendo la analogía del nombre una posible causa de la confusión). 
Cuando el párroco de Santa Rosa abrió el cajón y se dio cuenta de lo sucedido, ordenó a los indígenas a su servicio que lo cerraran y lo llevaran a la parroquia Inmaculada Concepción, pero para el asombro de los presentes ocurrió un hecho inusitado, calificado como un milagro: El cajón se puso pesado y por más esfuerzo que hacían los indígenas para cargarlo no fue posible levantarlo del suelo de la iglesia. Este raro acontecimiento fue interpretado como una señal del cielo de que la Divina Pastora no se quería ir de Santa Rosa y, por ende, obedeciendo esa señal, el padre Bernal determinó que la imagen se quedara en propiedad de la iglesia del pueblo. Por supuesto, el párroco aceptó de muy buena manera esta decisión y fue así como la imagen de la Divina Pastora, desde mediados del siglo XVIII, fue incorporada a los altares de la iglesia en Santa Rosa del Cerrito.
El padre Sebastián, según fuentes documentales llevado por su piedad a la Divina Pastora, costeó de su peculio personal los gastos para adquirir joyas y atuendos preciosos para la imagen, estimuló la fe y la devoción entre los feligreses y en sus disposiciones testamentarias legó a la Divina Pastora buena parte de sus bienes. Con esto buscaba que después de su muerte la devoción perdurara en el tiempo. Su entrega puede ser vista como un acto premonitorio de los acontecimientos que a mediados del siglo XIX convertirían a la imagen de la Divina Pastora en la Patrona de Barquisimeto.
Otro hecho que dio fuerza a la veneración de la Divina Pastora fue cuando durante el terrible terremoto que devastó a Venezuela el 26 de marzo de 1812 (fecha que cayó en Jueves Santo) se desplomó por completo el templo de Santa Rosa, excepto el nicho en donde se encontraba la Divina Pastora, que permaneció intacto. Esto fue interpretado como un hecho providencial del poder de Dios y la intercesión de la Virgen María para la protección de sus creyentes. Cabe destacar que el nicho del terremoto reposa en el Museo de Santa Rosa.

## El milagro de la erradicación del cólera

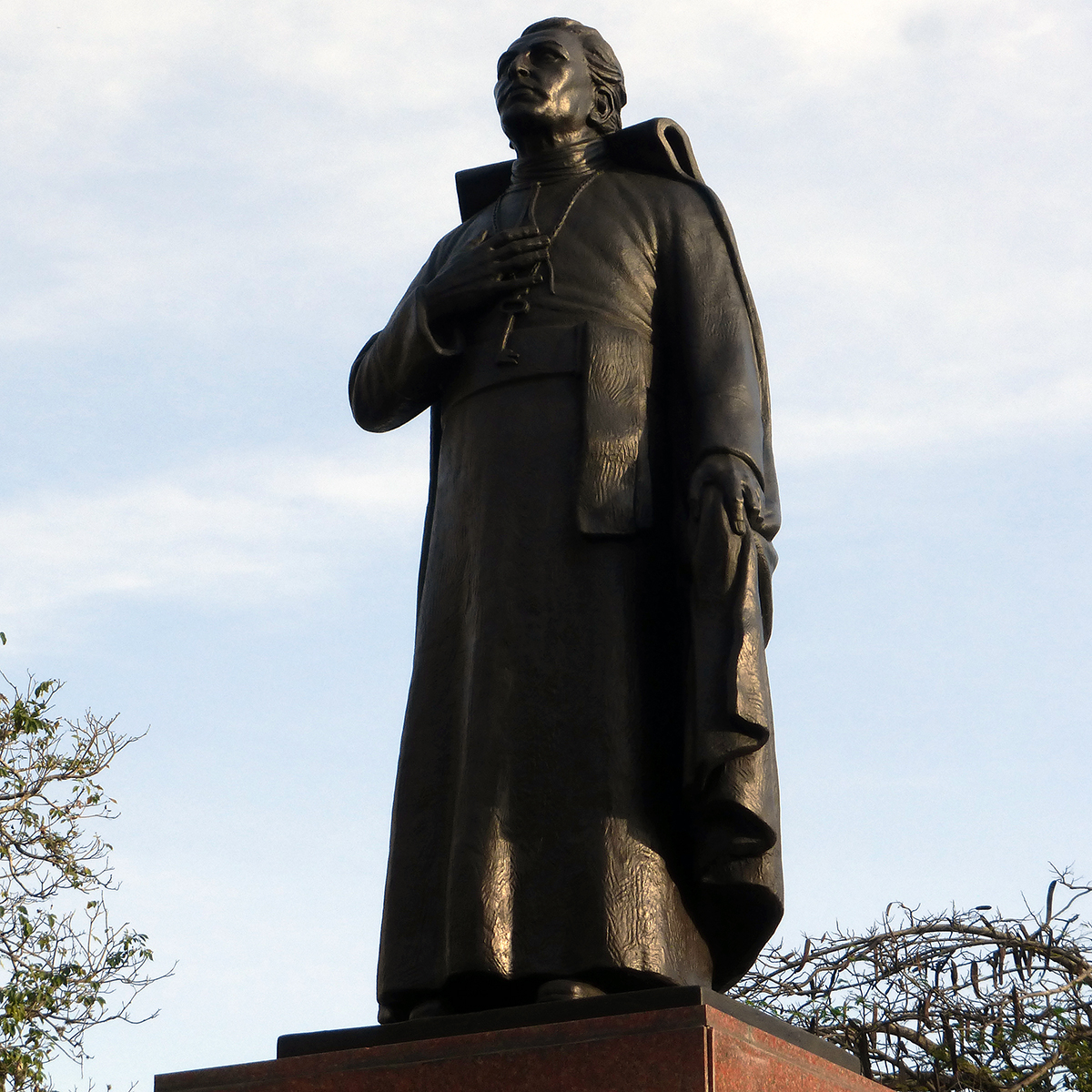
Estatua en honor al padre Macario Yépez.

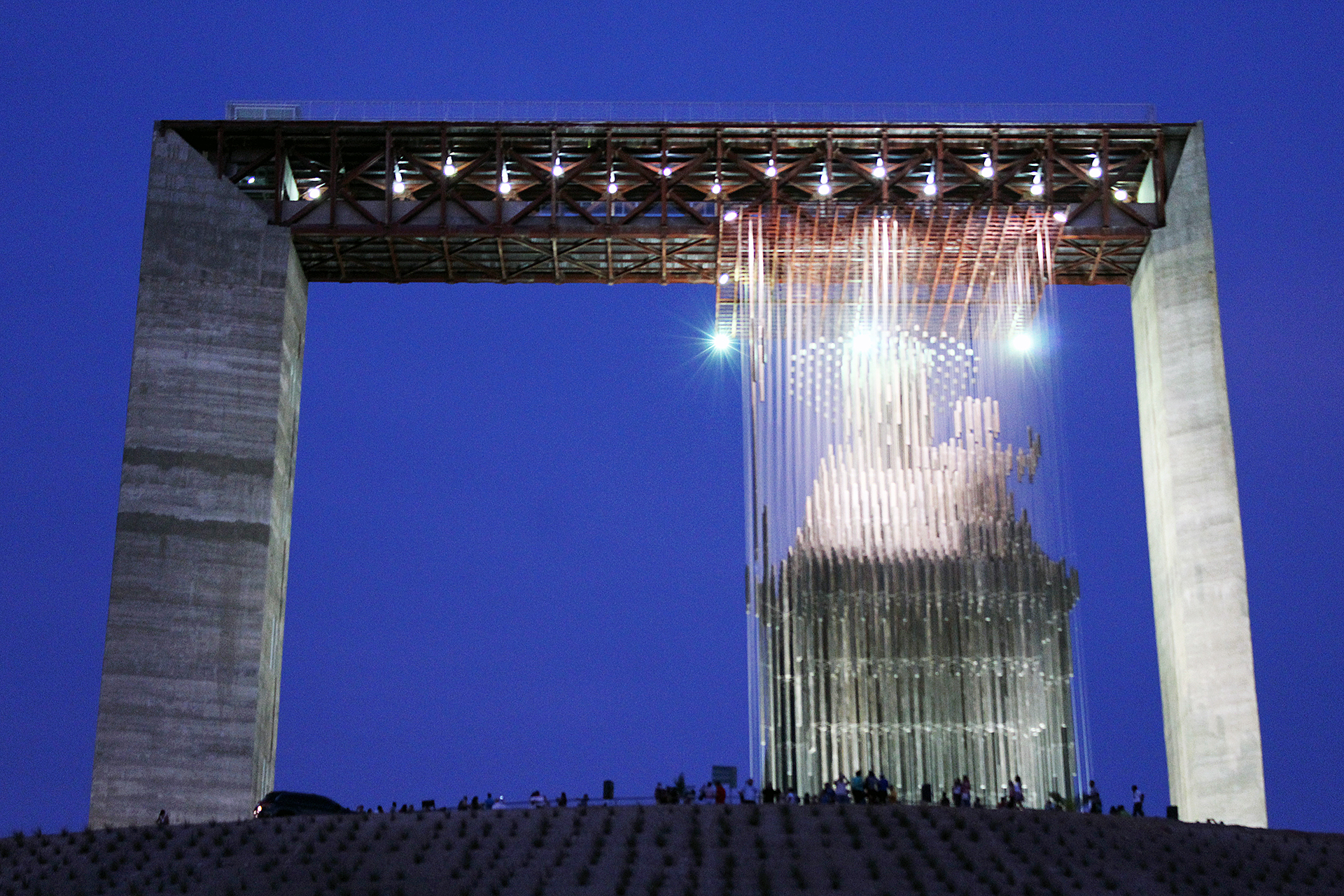
Escultura cinética «Manto de María Divina Pastora», el monumento mariano más alto del mundo.

En 1835 el presbítero José Macario Yépez fue designado vicario foráneo de Barquisimeto. Dos años después fue nombrado cura interino de la iglesia Inmaculada Concepción, y al poco tiempo pasó a ser el párroco responsable del acontecer eclesiástico de toda la parroquia. Fue un vicario que además del ejercicio dinámico de sus funciones tuvo una dilatada y conocida trayectoria pública, por lo que supo ganarse el respeto y el aprecio de todos los estratos sociales de la colectividad barquisimetana. 
En 1855 llegó a Barquisimeto la epidemia de cólera que azotaba el país. Como el contagio y el número de fallecidos aumentaba cada día, el padre Yépez decidió enfrentarla convocando el 14 de enero de 1856 a una rogativa en el sitio de Tierritas Blancas, donde habían colocado días antes, para la protección de los pobladores, una Cruz Salvadora. Impartió instrucciones para que se hicieran las gestiones necesarias, con el fin de traer al sitio la imagen de la Divina Pastora desde Santa Rosa y la del Nazareno desde la iglesia de la Concepción. Buscaba realzar la rogativa, promoviendo el encuentro de ambas imágenes ante la Cruz Salvadora. El Nazareno llegó primero y la gente, de rodillas, esperó pacientemente la llegada de la Divina Pastora. El padre Yépez, acompañado del presbítero José María Raldiriz, su amigo y colaborador más inmediato, presidió la ceremonia mientras los feligreses oraban, implorando el cese de la epidemia. Dicen que a partir de ese día la epidemia comenzó a perder su intensidad y hubo menos víctimas. Culminó la ceremonia ante la Cruz Salvadora y la imagen sagrada no regresó a su iglesia, sino que fue llevada a la iglesia Concepción, donde fue recibida por el Padre Yépez, quien había ofrecido dar una plática para concluir a lo grande la rogativa. Sus palabras resonaban en la iglesia, suplicando la ayuda celestial y exhortando a los fieles a que acudiesen confiadamente ante la Divina Pastora para implorar su amparo y protección, cuando de repente, en mitad de su discurso, el sacerdote cayó de rodillas ante la imagen de la Divina Pastora y con los brazos en cruz, ofreció su vida para que la epidemia tocara su fin, exclamando: "Virgen Santísima, Divina Pastora, en aras de la Justicia Divina, por el bien y salvación de este pueblo te ofrezco mi vida. Madre mía, Divina Pastora, por los dolores que experimentó tu divino corazón, cuando recibiste en tus brazos a tu Santísimo Hijo en la bajada de la Cruz, te suplico Madre Mía, que salves a este pueblo, ¡Que sea yo la última víctima del cólera"
La epidemia efectivamente terminó gracias a la intercesión milagrosa de la Divina Pastora, y el padre Yépez, al morir el 16 de junio de 1856, se convirtió en la última víctima de esa ola de cólera. Fue así como quedó determinado que José Macario Yépez ofreció su vida el 14 de enero de 1856, en un sacrificio pleno de bondad y entrega, para salvar la ciudad de la epidemia de cólera. Esa es la tradición que ha perdurado hasta el presente, grabada en la memoria colectiva de los barquisimetanos. nuestra señora. 

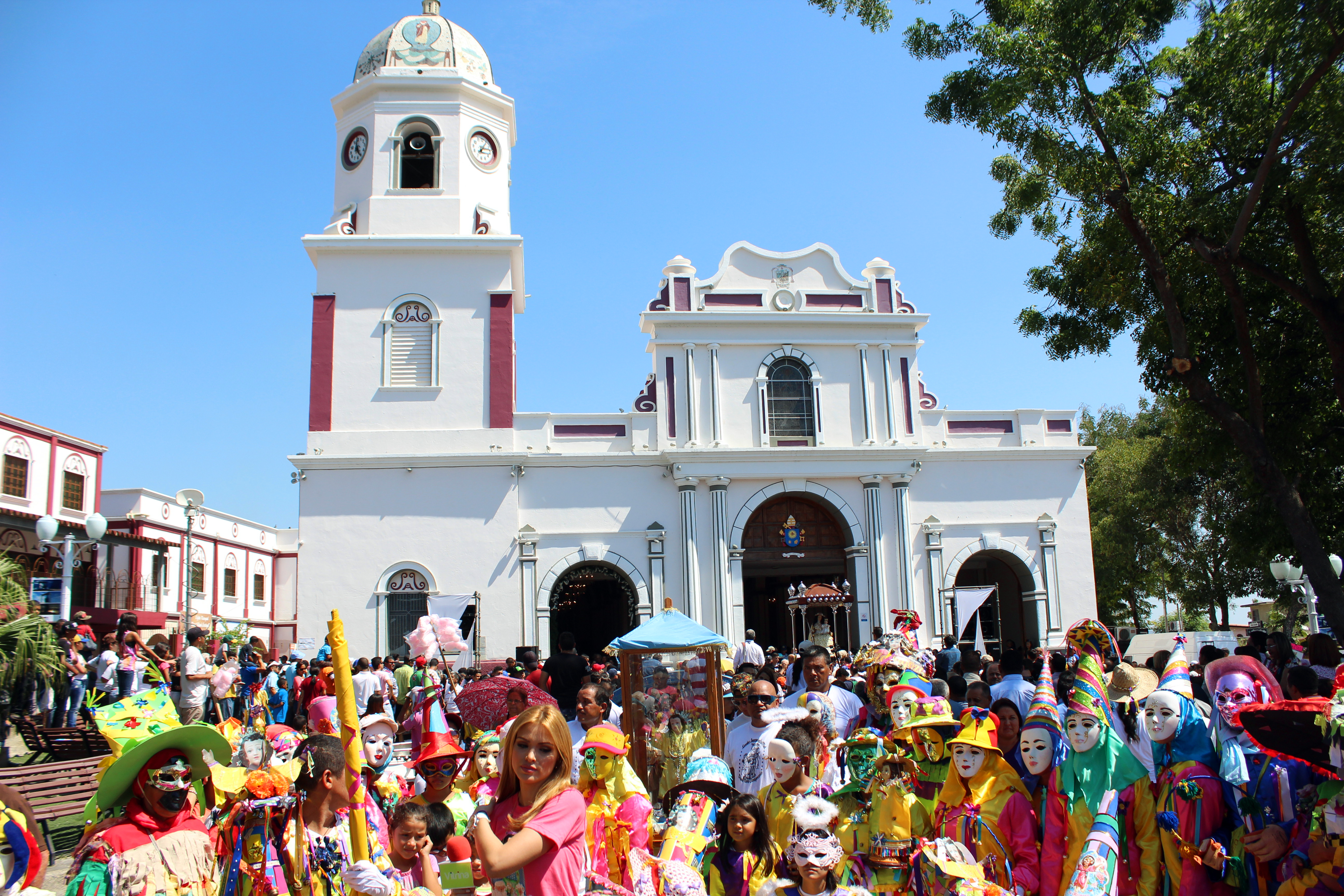
Iglesia de Santa Rosa colmada de las tradicionales danzas de los zaragozas durante la celebración del día del cultor larense.

## Visita de la imagen a Barquisimeto
Cada 14 de enero se realiza una de las procesiónes de la Divina Pastora, en la que los devotos trasladan la imagen desde el templo de Santa Rosa hasta la Catedral Metropolitana de Barquisimeto visitan las 52 parroquias de la ciudad, tres Vicarias y dos iglesias filiales, para finalmente emprender el regreso a su santuario cada Sábado de Concilio (el día antes del Domingo de Ramos de la Semana Santa). 
El recorrido de la procesión tiene un poco más de 7.5 km. dando inicio con la última misa realizada en las afueras del templo de Santa Rosa. La Virgen comienza su peregrinar por la Avenida Lara hasta la Plaza Macario Yépez, punto que en décadas anteriores representaba la entrada a la ciudad. Allí es recibida con una serenata de la Orquesta Mavare. Después de este punto, el recorrido continúa por la Avenida Morán, culminando con la misa de llegada celebrada a lo largo y ancho de la Avenida Venezuela, teniendo diferentes actos culturales y musicales que finalizan una jornada llena de fervor y fe mariana.
En 2016 se estimó que casi cuatro millones de devotos y peregrinos acudieron a la procesión desde distintas partes de Venezuela y del mundo para acompañar a la Divina Pastora en su camino a la Catedral de Barquisimeto. Los larenses la veneran con especial cariño y devoción, regalándole sombreros y trajes de telas preciosas, algunos de ellos encargados a los modistos más afamados del mundo, motivo por el cual muchas personas comentan que no hay mujer en Venezuela que tenga un vestuario más lujoso que el de la Divina Pastora de Barquisimeto.
Y así la santísima imagen de la Divina Pastora visita las distintas parroquias de Barquisimeto tales como:
- Santa Iglesia Catedral, Av. Venezuela con Calle 30
- La Divina Pastora, Calle 24 entre Carreras 29 y 30
- Nuestra Señora de Altagracia, Calle 20 entre Carreras 19 y Av. 20
- San Francisco de Asís, Carrera 17 esquina calle 23
- Parroquia San José, Calle 25 entre Carreras 21 y 22
- Inmaculada Concepción, Calle 26 entre Carreras 15 y 16
- Santuario Eucarístico Nuestra Señora de la Paz, Carrera 16 esquina calle 29
- Nuestra Señora de La Medalla Milagrosa, Carrera 15 entre Calles 35 y 36
- Basílica El Cristo, Carrera 23 entre Calles 31 y 32
- Santa Gema, Calle 29 esquina calle Carrera 29
- San Pablo de La Cruz, Av. Venezuela esquina calle Calle 43
- San Agustín, Calle 47 entre Carreras 17 y 18
- San Vicente de Paul, Av. San Vicente esquina calle Calle 48 (Sector Caja de Agua).
- Nuestra Señora del Valle, Calle 50 entre Av. Pedro León Torres y Carrera 21
- San Jorge, Calle 53 esquina Carrera 23 (Urb. El Obelisco)
- San Pedro Apóstol, Carrera 19 esquina Calle 56
- Parroquia Cristo Rey, calle 60 entre Carreras 13B y 13C
- San Judas Tadeo, Av. 6 y 10 Urbanización "Rafael Caldera".
- Nuestra Señora de Fátima (Oeste) Carrera 2 con calle 2, Barrio Santa Isabel

## Testimonios de sus milagros

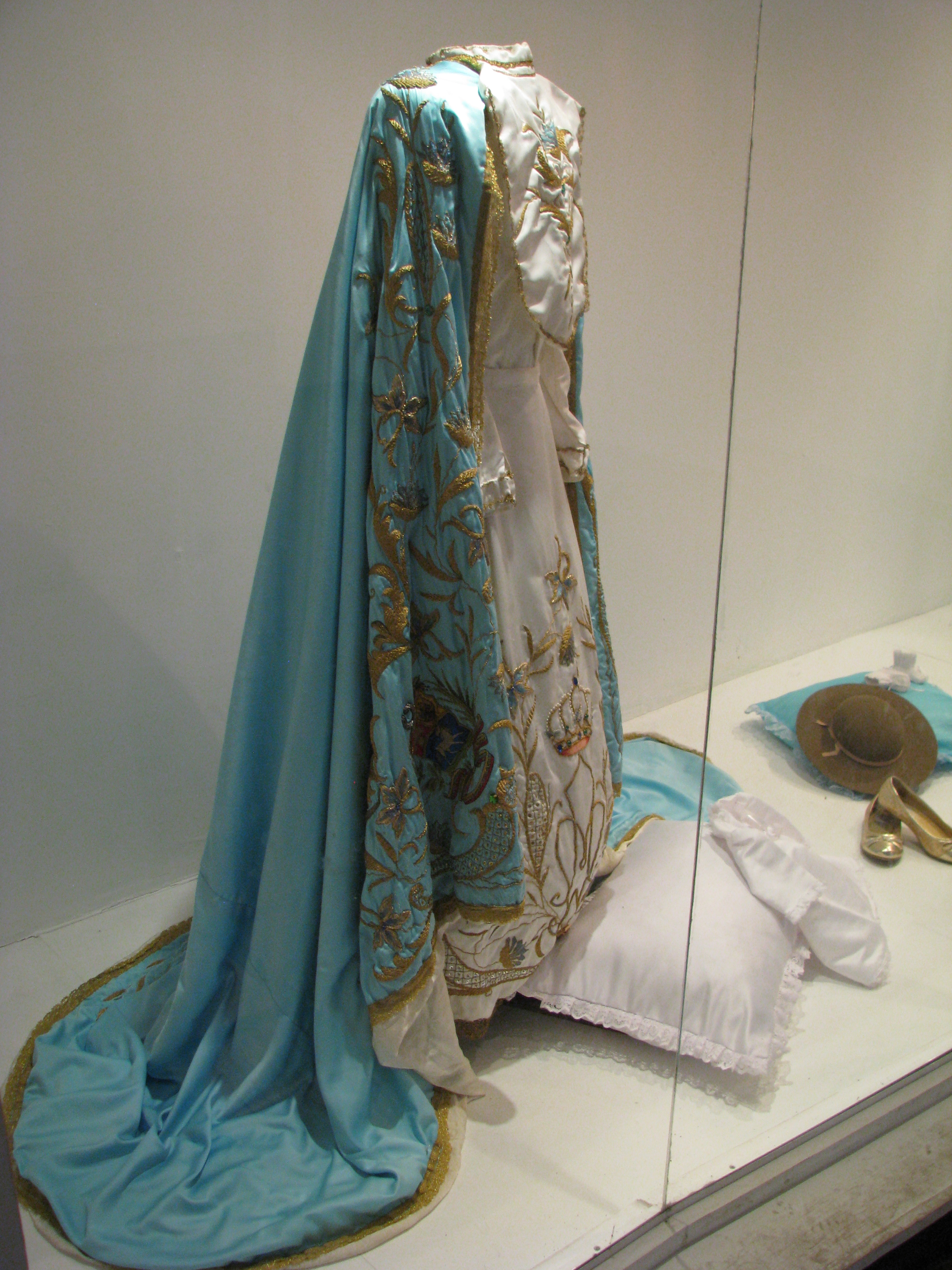
Vestido donado por el presidente Luis Herrera Campins, utilizado en la procesión del 14 de enero de 1981.

Sucesos como el del terremoto del 26 de marzo de 1812 y la erradicación de la peste del cólera en el año 1856, ciertamente marcan los milagros históricos de la Divina Pastora. Sin embargo, la gran cantidad de feligreses que asisten todos los años a visitarla demuestra cada una de obras que le son atribuidas y que su difusión es hecha en menor escala. Obras tan relevantes como una sanación hasta un simple acompañamiento espiritual son inmensamente agradecidos por sus devotos. El amor por esta advocación de la Virgen llega a tal punto que la celebran desde cualquier lugar del mundo en donde se encuentren grupos de venezolanos organizados.

## Atentados contra su devoción
El 26 de mayo de 2011, un grupo desconocido de vándalos destrozaron parte del monumento de la Divina Pastora, ubicado en el distribuidor Santa Rosa en el estado Lara. Las ovejas fueron decapitadas y el rostro de la Virgen recibió un impacto de bala.Otra de las imágenes atacadas con manchones de pintura, fue un mural ubicado en la plaza Macario Yépez, al final de la carrera 19 con inicio de la avenida Lara. Además de otra imagen en la plaza de la Basílica Menor de Nuestra Señora de Coromoto en la avenida Libertador, también fue totalmente destruida. Murales en el distribuidor del Obelisco también fueron teñidos con pintura roja. Por otra parte imágenes de Nuestra Señora de Coromoto como Nuestra Señora del Rosario, y el beato José Gregorio Hernández en los estados Yaracuy y Portuguesa también recibieron atentados vandálicos.
El 14 de marzo de 2015 fue robada la corona de la Divina Pastora. El hecho ocurrió cuando ingresaron al museo y rompieron uno de los vidrios que protege los objetos de la virgen, entre los que se encontraba la corona. En otro hecho, una escultura de la imagen de la Divina Pastora, colocada el 14 de enero de 2016 en la avenida Lara, tramo del llamado «Paseo de la Devoción», fue quemada durante horas de la madrugada por antisociales alrededor de las 12:10 de la medianoche.

## Himno
Por motivo de la quincuagésima visita de la Virgen a Barquisimeto, Andrés Delgado compuso el himno de la Divina Pastora, el cual cantó con la música de Simón Wohnsiedler. Fue interpretada por primera vez en público, durante la procesión del 14 de enero de 1906, como merecido homenaje del pueblo larense hacia su guía espiritual. Desde entonces, el himno en honor a la madre espiritual de los larenses ha sido interpretado a lo largo de generaciones por el multitudinario coro de voces que regocijado y enternecido ante la presencia de su excelsa patrona, la acompaña en su tradicional peregrinar por las diferentes parroquias del Municipio Iribarren y en algunas ocasiones los municipios del Estado Lara.
A continuación, la letra del himno:
CORO
¡Oh piadosa y amante Pastora!
De las almas dulcísimo amor,
Oye el himno que canta, señora,
Los que te aman con santo fervor.
I
Tú eres, madre, divino consuelo
Del que lleva en el alma el pesar;
Tú le ofreces las dichas del cielo
Al que siempre te sabe alabar.
II
Flores puras, lozanas y bellas,
Su exquisita fragancia te dan;
Y alrededor de tu trono de estrellas
Los querubes cantándote están.
III
A tu influjo, Pastora celeste,
Para siempre de aquí se alejó
La horrorosa y mortífera peste
Que a este pueblo infeliz desoló.
IV
Dadnos, Virgen, la paz que anhelamos
Y con ella la dicha eternal,
Cómo siempre nosotros te amamos
dulce madre de todo mortal.

## Museo Arquidiocesano Divina Pastora

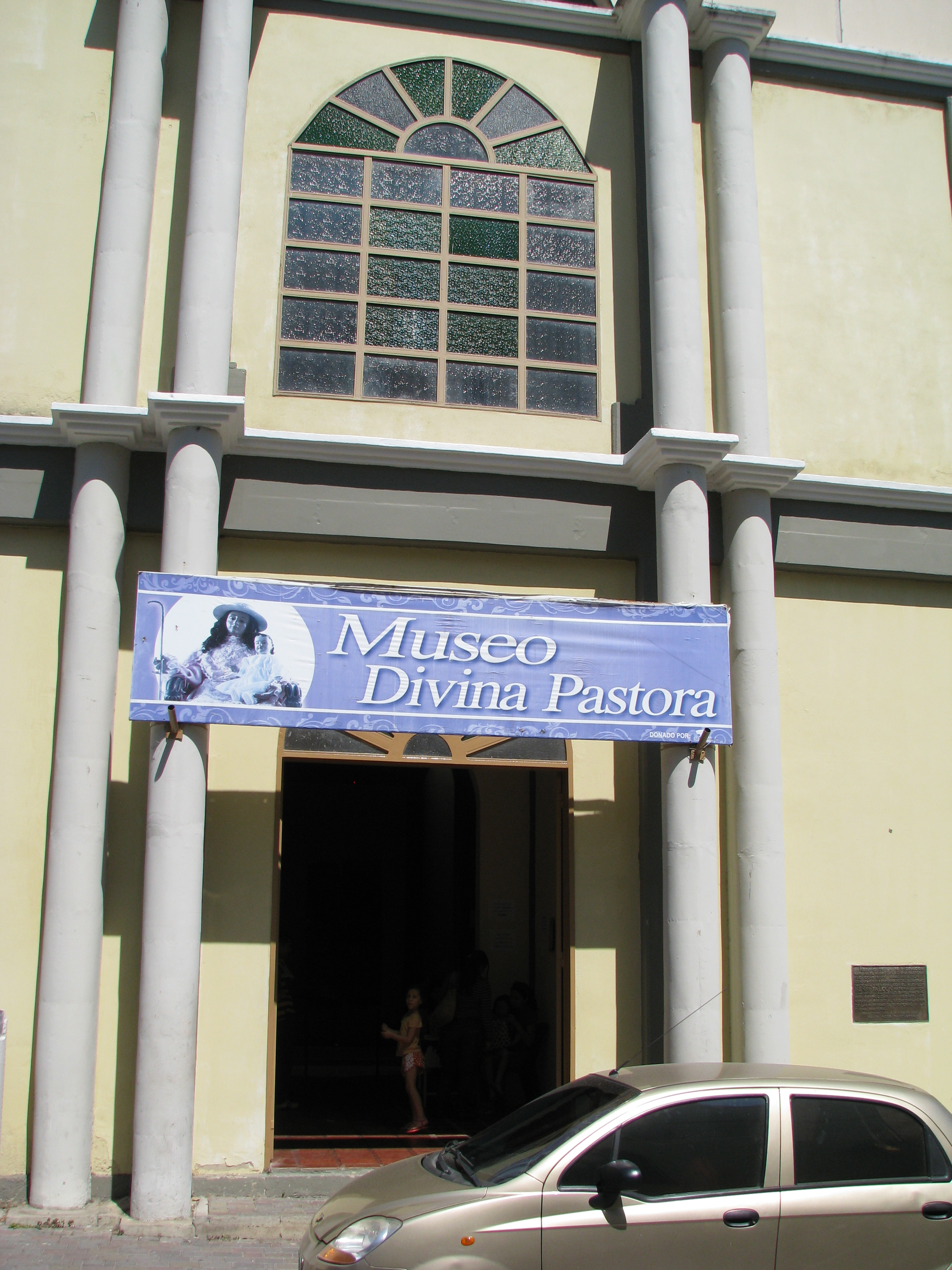
Entrada al Museo Arquidiocesano Divina Pastora.

Al lado del templo está el Museo Arquidiocesano de la Divina Pastora, donde los visitantes pueden apreciar lo siguiente:
- La réplica (conocida como "imagen peregrina").
- Vestidos utilizados por la imagen y el niño, que son rotados cada 3 meses por el gran número (más de 160).
- Sombreros.
- Bastones o cayados.
- Zapatos.
- Joyas.
- Coronas.
- Rosarios.
- Pinturas.
- Afiches.
- Condecoraciones otorgadas a la virgen.
- Promesas y milagros plasmados en placas.
- Cuadros o pinacoteca de grandes artistas reconocidos.

## Curiosidades y anécdotas

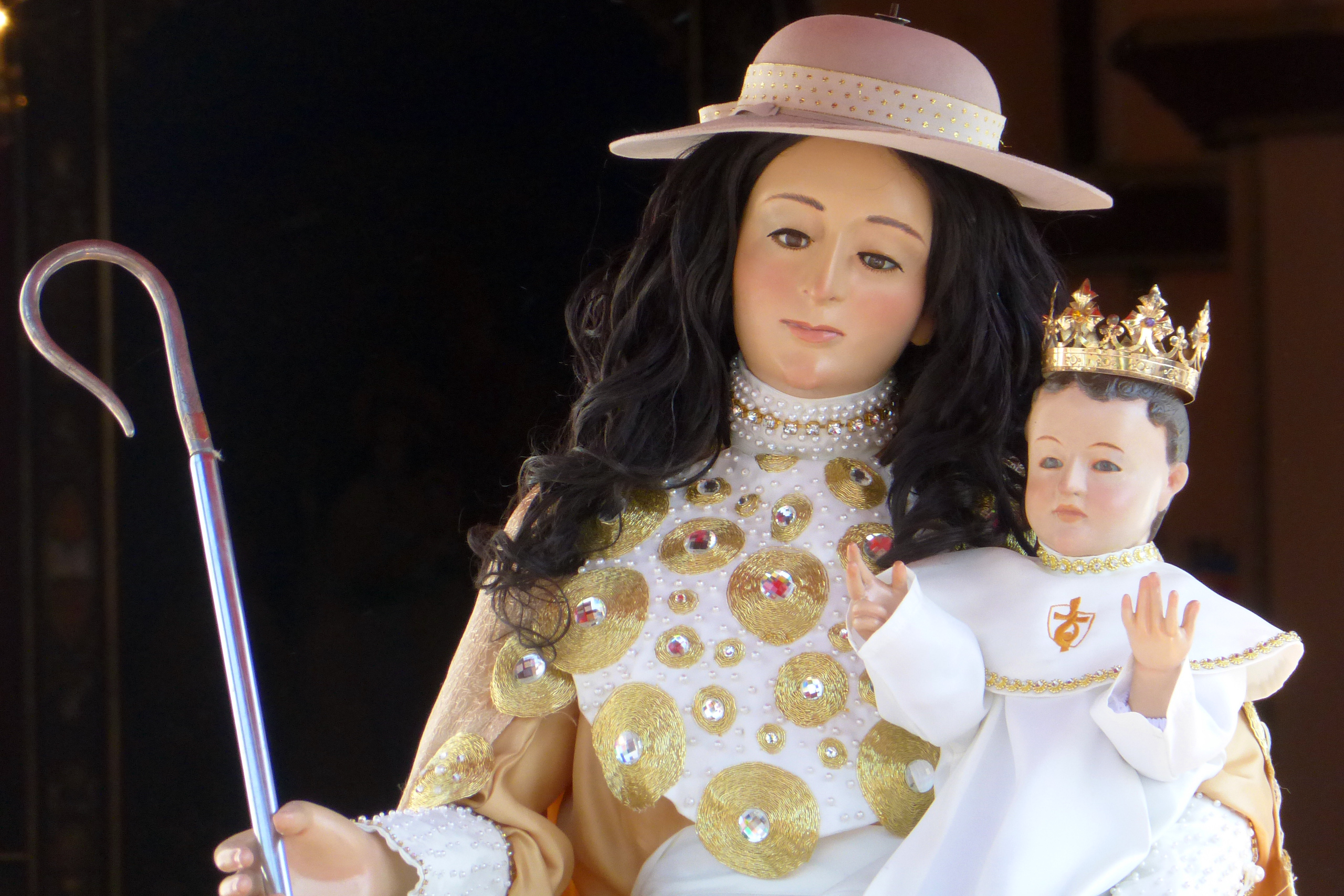
La Divina Pastora en la iglesia de Santa Rosa.

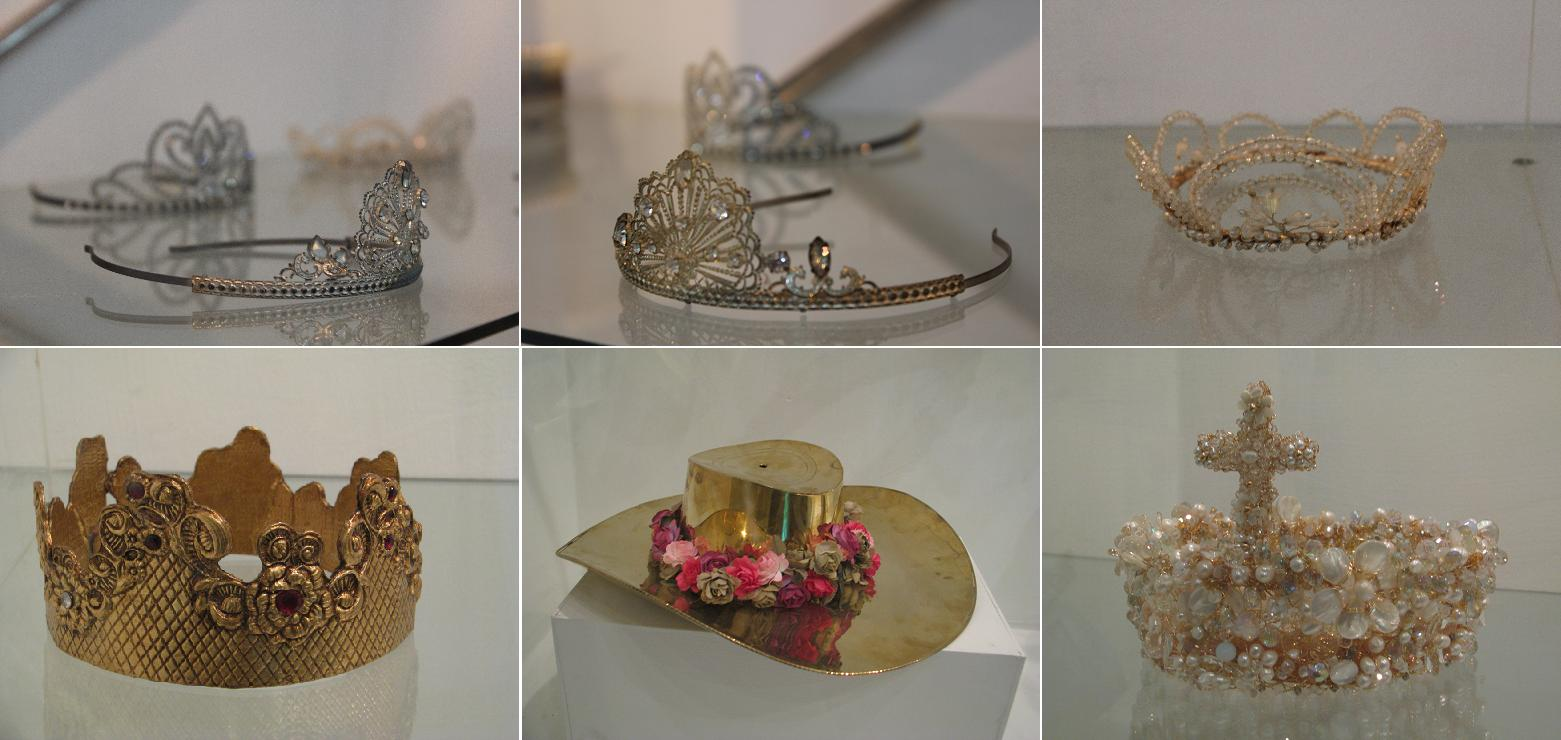
Orfebrería de la Divina Pastora.

- La advocación de Nuestra Señora del Carmen es la patrona principal de la ciudad de Barquisimeto, y no la Divina Pastora.
- La imagen de la Divina Pastora no guarda un color fijo, a diferencia de otras advocaciones. Mensualmente se le cambia el vestido que puede ser estrenado o previamente utilizado.
- El recorrido de la procesión de cada 14 de enero siempre es el mismo: Sale del pueblo de Santa Rosa, pasa por la Avenida Lara hasta la plaza Macario Yépez, continúa por la Avenida Morán y culmina en la Avenida Venezuela, frente a la Catedral.
- Antes de la inauguración de la Catedral de Barquisimeto, la procesión del 14 de enero llegaba a lo que hoy día es la parroquia San Francisco de Asís de Barquisimeto.
- El 14 de enero de 1956 el papa Pío XII autoriza la Coronación Canónica de la Divina Pastora, para conmemorar el primer centenario de su visita anual a Barquisimeto. El Santo Padre delegó al Cardenal primado de Bogotá Crisanto Luque para que la coronara, el gobierno de la Arquidiócesis de Barquisimeto lo ejercía para esa fecha el Arzobispo Monseñor Críspulo Benítez Fonturvel.
- Cada año la imagen de la Divina Pastora y el niño Jesús que lleva en sus brazos estrenan un atuendo totalmente nuevo tanto para la bajada como para la procesión del 14 de enero y para el regreso al pueblo de Santa Rosa, confeccionado por algún o algunos fieles o diseñadores que desean agradecerle de esa forma y se dice que la lista de espera para elaborar el vestido de la virgen es extensa.
- Los días que la imagen hace su peregrinaje por todas las iglesias de Barquisimeto varía dependiendo del calendario litúrgico, pues ella regresa al Santuario de Santa Rosa el sábado de Concilio, antes del inicio de la Semana Santa.
- Para la visita 150 hubo varias sorpresas, como el obsequio de un rosario de oro de 150 rosas, en conmemoración del número de la visita, obsequiado por el pueblo barquisimetano y bendecido por el papa Benedicto XVI. La imagen fue llevada en hombros sin ningún tipo de vidrio protector, ese año la procesión se desvió hasta llegar a la Iglesia Nuestra Señora de Coromoto y allí le fue impuesto el rosario por Monseñor Tulio Manuel Chirivella Varela Arzobispo de Barquisimeto y Monseñor José Luis Azuaje Alaya obispo auxiliar. La procesión siguió hasta llegar a la redoma de la avenida José María Vargas donde fue había sido coronada canónicamente y fue nuevamente coronada para conmemorar aquel acontecimiento, y de allí siguió la procesión hasta la catedral de Barquisimeto. Al año siguiente, desde Sevilla (España) viajó una réplica de la Divina Pastora de Almas primitiva, es decir, una réplica exacta de la imagen original que se venera en la capilla de Santa Marina y que soñó Fray Isidoro, permanece hoy en día en la Parroquia de Nuestra Señora de Coromoto.
- Durante la visita número 157 se realizó la misa de despedida del pueblo de Santa Rosa en las afueras del arco de entrada, con motivo del Año de la Fe convocado por Benedicto XVI. Este hecho es inédito en la historia de la procesión, ya que siempre se realiza la misa de despedida en la plazoleta del pueblo.
- En el marco de la visita 158 de la Pastora a Barquisimeto, la imagen fue bajada de su nicho (en lo alto del altar principal del Santuario de Santa Rosa) en presencia de los fieles luego de la celebración eucarística. Este hecho nunca se había realizado en presencia de los asistentes, por lo general, era a puerta cerrada. Gracias al Pbro. Rafael Chávez cuando era párroco del santuario.[6]
- Enero es el mes que más produce ganancias económicas en los sectores turismo y comercio en la ciudad de Barquisimeto por motivo de la visita de la Divina Pastora, superando a la temporada navideña y de las vacaciones escolares.
- La imagen tiene un GPS y con la aplicación android "PastorAPP" permite conocer de la ubicación en tiempo real.[7]
- En el año 2018, inmigrantes venezolanos organizaron procesiones en honor a la Divina Pastora en ciudades como Miami,[8] Santiago,[9] Sevilla y Lima, mientras que en Barquisimeto se realizaba la tradicional procesión en su edición 162.
- El 14 de enero de 2018 a la entonces basílica menor del pueblo de Santa Rosa le fue elevada su categoría a Santuario, nombrándose al párroco Pbro. Humberto Tirado como Rector de la misma.

Divina Pastora de Barquisimeto en Sevilla
En el año 2006 cuando en Barquisimeto se cumplían 150 años de la primera visita que hiciera la imagen de La Divina Pastora desde Santa Rosa a esta ciudad un grupo de venezolanos comandados por Monseñor Tulio Manuel Chirivella, para entonces arzobispo metropolitano, decidieron ir en peregrinación a la ciudad de Sevilla, España y allí tuvieron un encuentro con la Primitiva hermandad de la Divina Pastora de Santa Marina, y con los frailes menores del convento de Capuchinos de Sevilla, cuna de esta advocación, así mismo, los peregrinos venezolanos llevaron consigo una réplica a escala real de la Divina Pastora de Santa Rosa y ofrendada al convento para que fuesen sus custodios por siempre y así recordar la alianza que existe entre España y Venezuela.
En el año 2014 un grupo de venezolanos residentes en Sevilla, con los debidos permisos otorgados por los frailes capuchinos, deciden sacar en procesión esta réplica de la pastora venezolana el 14 de enero y dar inicio a esta tradición larense y de esta forma simultánea estar en unión con su país de origen. A partir de ese año fue fundada una asociación titulada Hermandad de la Divina Pastora de Barquisimeto en Sevilla quienes se encargan de organizar este evento apadrinados por la Hermandad de la Divina Pastora de Capuchinos cuya misma sede comparten.